# Puschwitz
Puschwitz, in tiếng Sorbia Bóšicy, là một đô thị ở huyện Bautzen, in Sachsen, Đức. Đô thị Puschwitz có diện tích 11,74 km², dân số thời điểm ngày 31 tháng 12 năm 2006 là 973 người.
Đô thị này có các làng sau:
- Guhra (Hora)
- Jeßnitz (Jaseńca)
- Lauske (Łusč)
- Neu-Jeßnitz (Nowa Jaseńca)
- Neu-Lauske (Nowy Łusč)
- Neu-Puschwitz (Nowe Bóšicy)
- Puschwitz (Bóšicy)
- Wetro (Wětrow)